# Téléphérique de Sarajevo
Le Téléphérique de Sarajevo (en bosnien : Sarajevska žičara) est un téléphérique à Sarajevo, en Bosnie-Herzégovine, reliant la partie ancienne de la ville à la montagne Trebević.

## Histoire

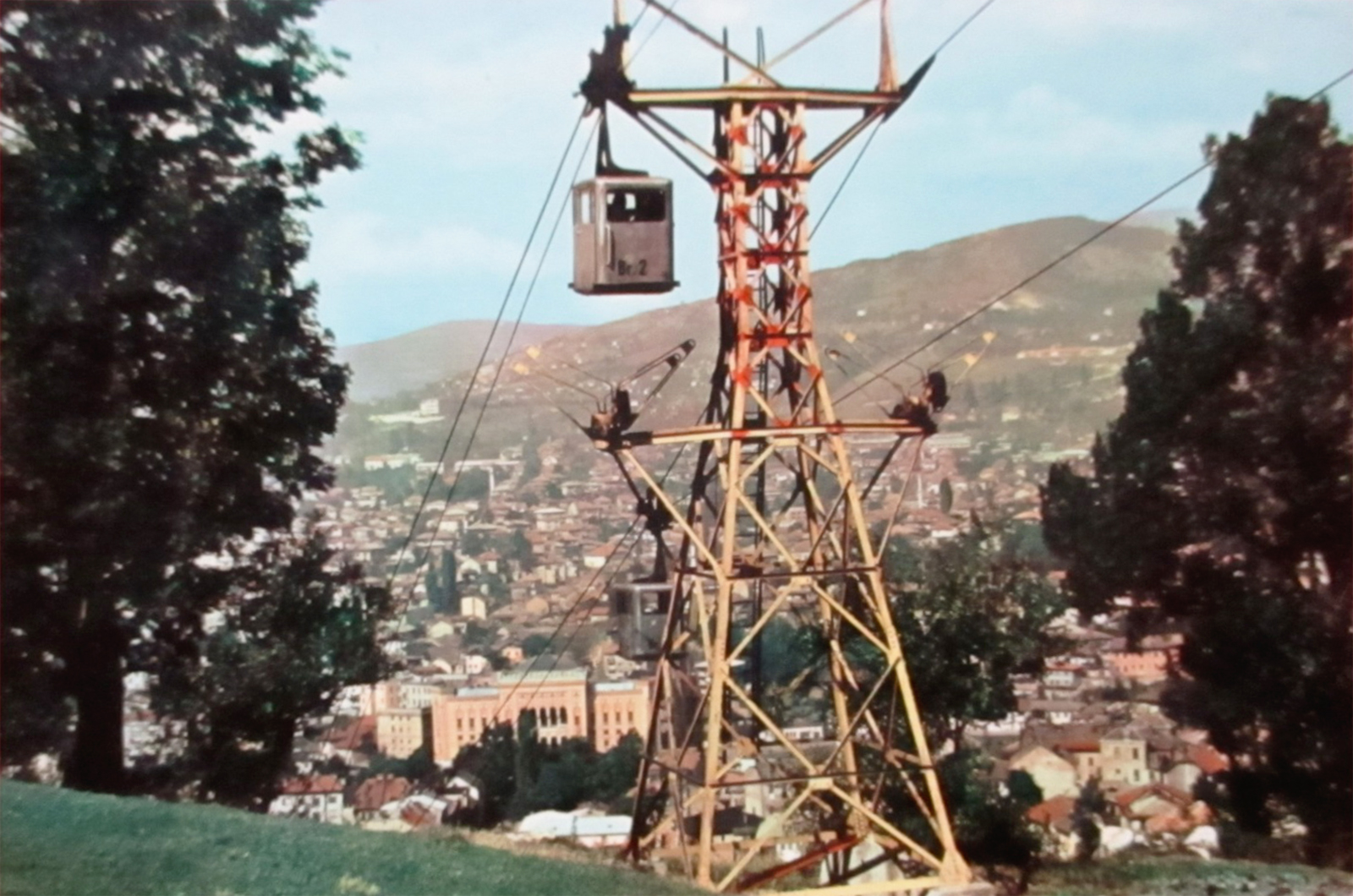
Téléphérique de Trebević en 1960.

Le téléphérique de Trebević a été construit pour la première fois en 1959 et ouvert au public le 3 mai 1959. Il avait une capacité de 400 passagers par heure. Cependant, les nombreuses années d'exploitation ont entraîné de graves problèmes, à tel point que les institutions compétentes ont interdit de nouvelles réparations du téléphérique. Des problèmes se sont posés en 1977, 1982, 1986, 1987, et en particulier le 18 novembre 1989, lorsque de nouvelles réparations du téléphérique ont été interdites par l'Institut "ZRMK" de Ljubljana. Il a donc fermé en 1989.
Pendant la guerre de Bosnie (1992-1995), le téléphérique a été complètement détruit.

## Réouverture en 2018
Après sa fermeture en 1989, le téléphérique de Trebević a repris ses activités en 2018. Le téléphérique de Trebević a été reconstruit entre 2017 et 2018 et a officiellement rouvert le 6 avril 2018. Un total de 33 cabines modernes compose le nouveau système, qui peut transporter jusqu'à 1 200 passagers par heure, avec une durée de trajet de neuf minutes dans chaque sens.
Mufid Garibija, le concepteur de la station de téléphérique de Trebević et de la gare de départ, a déclaré que toute la voie serait panoramique et que les gares et les cabines seraient en verre, ce qui contribuerait au plaisir des visiteurs profitant de la vue sur Sarajevo. 
Le téléphérique compte 33 télécabines, dont cinq aux couleurs des cercles olympiques : bleu, rouge, jaune, vert et noir, une aux couleurs du drapeau de la Bosnie-Herzégovine, tandis que les autres sont noires.
Pour annoncer la réouverture du téléphérique, une chanson promotionnelle intitulée "Trebević opet silazi u grad" (Trebević revient dans la ville) a été officiellement présentée le 23 mars 2018. La chanson a été interprétée par les chanteurs Hari Varešanović, Ismeta Dervoz, Zdravko Čolić et Jasna Gospić, tous nés à Sarajevo et anciens membres du groupe Ambasadori.